# 马增芬
马增芬（1921年—1987年），女，北京人，中国西河大鼓演员，曾任中国曲艺家协会理事。

## 家庭
父亲马连登，妹妹马增蕙。